# Constitución del Estado Miranda
La Constitución del Estado de Miranda es el texto fundamental del ordenamiento jurídico estadal. Surgió de una serie de cambios propuestos por el entonces Gobernador Diosdado Cabello tras su llegada a la gobernación, entre ellos, cambiar el nombre oficial de la carta magna agregando la palabra "Bolivariano" al nombre del Estado Miranda que databa de 1909, establecido en la Constitución Estadal de ese año, además de cambiar otros aspectos de la administración estadal. La Carta Constitucional no regula los posibles cambios a la misma a diferencia del documento derogado de 2001.
El Consejo Legislativo del Estado decretó la nueva Constitución el 25 de julio de 2006. Fue publicada en la Gaceta Oficial Extraordinaria del Estado Bolivariano de Miranda No 0086 de fecha 28 de julio de 2006, quedando así derogada la Constitución sancionada el 20 de noviembre de 2001. 

## Composición
Se compone de 9 Títulos, 102 artículos, 1 disposición derogatoria y una disposición final los cuales son:
- Título I

Principios Fundamentales
- Título II

Del Poder Público Estadal
- Título III

Del los Municipios y de la Desentralización
- Título IV

Del Poder Legislativo
- Título V

Del Poder Ejecutivo del Estado
- Título VI

De la Procuraduría General del Estado
- Título VII

De la Contraloría General del Estado
- Título VIII

De la Hacienda Pública del Estado
- Título IX

Disposición Derogatoria
- Disposición Final